# Written in Red
Written in Red — тринадцатый студийный альбом британской рок-группы The Stranglers, записанный ею с продюсером Энди Гиллом и выпущенный в январе 1997 года компанией When Records.

## Об альбоме
Презентация альбома состоялась 13 декабря 1996 года в парижском EuroDisney: группа исполнила несколько песен альбома, наряду с известными вещами: «Always the Sun», «Golden Brown» и «Let Me Introduce You to the Family». Релиз был ознаменован также несколькими выступлениями The Stranglers в магазинах сети HMV в Бирмингеме, Ноттингеме, Шеффилде и Лидсе.
Written in Red стал первым альбомом в истории группы, который не сумел войти в Top 40 UK Albums Chart: в феврале 1997 года он достиг пика на отметке #52.
Единственный сингл из альбома, «In Heaven She Walks», вышел 3 февраля и поднялся до #86 в UK Singles Chart.
В 2014 году в интервью басист Жан-Жан Бернёл сказал об альбоме: «Oн не имел ничего общего со мной, кроме одной или двух песен. У меня нет никаких чувств к нему как к альбому, поскольку я был оторван от всего этого. Я отказался от группы, это больше была не группа, а только Джон, Пол и парень с Pro Tools» .

## Список композиций
Слова и музыка всех песен — написаны группой The Stranglers, если не указано иное.
| №                   | Название                   | Автор(ы)                                 | Длительность |
| ------------------- | -------------------------- | ---------------------------------------- | ------------ |
| 1.                  | «Valley of the Birds»      |                                          | 3:14         |
| 2.                  | «In Heaven She Walks»      |                                          | 3:46         |
| 3.                  | «In a While»               |                                          | 3:18         |
| 4.                  | «Silver into Blue»         |                                          | 3:27         |
| 5.                  | «Blue Sky»                 |                                          | 3:40         |
| 6.                  | «Here»                     |                                          | 4:21         |
| 7.                  | «Joy de Viva»              |                                          | 3:38         |
| 8.                  | «Miss You»                 |                                          | 3:51         |
| 9.                  | «Daddy’s Riding the Range» |                                          | 4:18         |
| 10.                 | «Summer in the City»       | Марк Себастиан, Джон Себастиан, Стив Бун | 3:27         |
| 11.                 | «Wonderful Land»           |                                          | 3:38         |
| Общая длительность: | Общая длительность:        | Общая длительность:                      | 40:38        |